# Palacios y parques de Potsdam y Berlín
Los palacios y parques de Potsdam y Berlín (en alemán: Schlösser und Gärten von Potsdam und Berlin) son un grupo de complejos de palacios y jardines que se encuentran en el área de Havelland alrededor de las ciudades alemanas de Potsdam y Berlín. El término fue empleado a partir de la designación del conjunto cultural como Patrimonio de la Humanidad por la Unesco en el año 1990. Fue reconocido como una unidad histórica de paisaje y ejemplo único de diseño de jardines en el contexto de las ideas monárquicas de Prusia.
En un principio, el sitio abarcó 500 hectáreas, cubriendo 150 edificaciones y sus jardines, que abarcaban los años desde 1730 hasta 1916. Fue ampliado en dos etapas, en 1992 y 1999 condujeron a la incorporación de un área más grande al Patrimonio de la Humanidad.

## Designación de 1990
- Palacio y parque de Sanssouci, Potsdam
  - Palacio de Charlottenhof
  - Nuevo Palacio de Potsdam
  - Palacio de la Orangerie
- Jardín Nuevo (Neuer Garten), palacio de mármol y de Cecilienhof, nordeste de Sanssouci, Potsdam
- Palacio y parque de Babelsberg, Potsdam
- Palacio de Glienicke y parque de Klein-Glienicke, Berlín
- Casa rústica de Nikolskoe, Berlín
- Pfaueninsel («Isla de los Pavos»), Berlín
- Monte Böttcher (Böttcherberg), Berlín
- Pabellón de caza de Glienicke (Jagdschloß Glienicke), Berlín

## Extensión de 1992
- Iglesia del Redentor de Sacrow (Heilandskirche), Potsdam
- Palacio y parque de Sacrow, Potsdam

## Extensión de 1999
- Lindenallee
- Antigua escuela de jardinería y la Kaiserbahnhof
- Palacio y parque de Lindstedt
- Villa de Bornstedt: iglesia, cementerio y paisaje al norte del parque de Sanssouci.
- Seekoppel (paisaje en la zona occidental del Monte de las ruinas)
- Voltaireweg (camino y cinturón verde entre el parque de Sanssouci y el Jardín Nuevo).
- Zona de entrada al parque de Sanssouci
- Colonia Alexandrowka
- Pfingstberg y Belvedere de Pfingstberg
- Orilla meridional del lago Jungfernsee
- Bosque real (bosques en ambos lados del palacio y parque de Sacrow)
- Proximidades del parque de Babelsberg
- Observatorio de Babelsberg